# St.-Johannis-Kirche (Misburg)

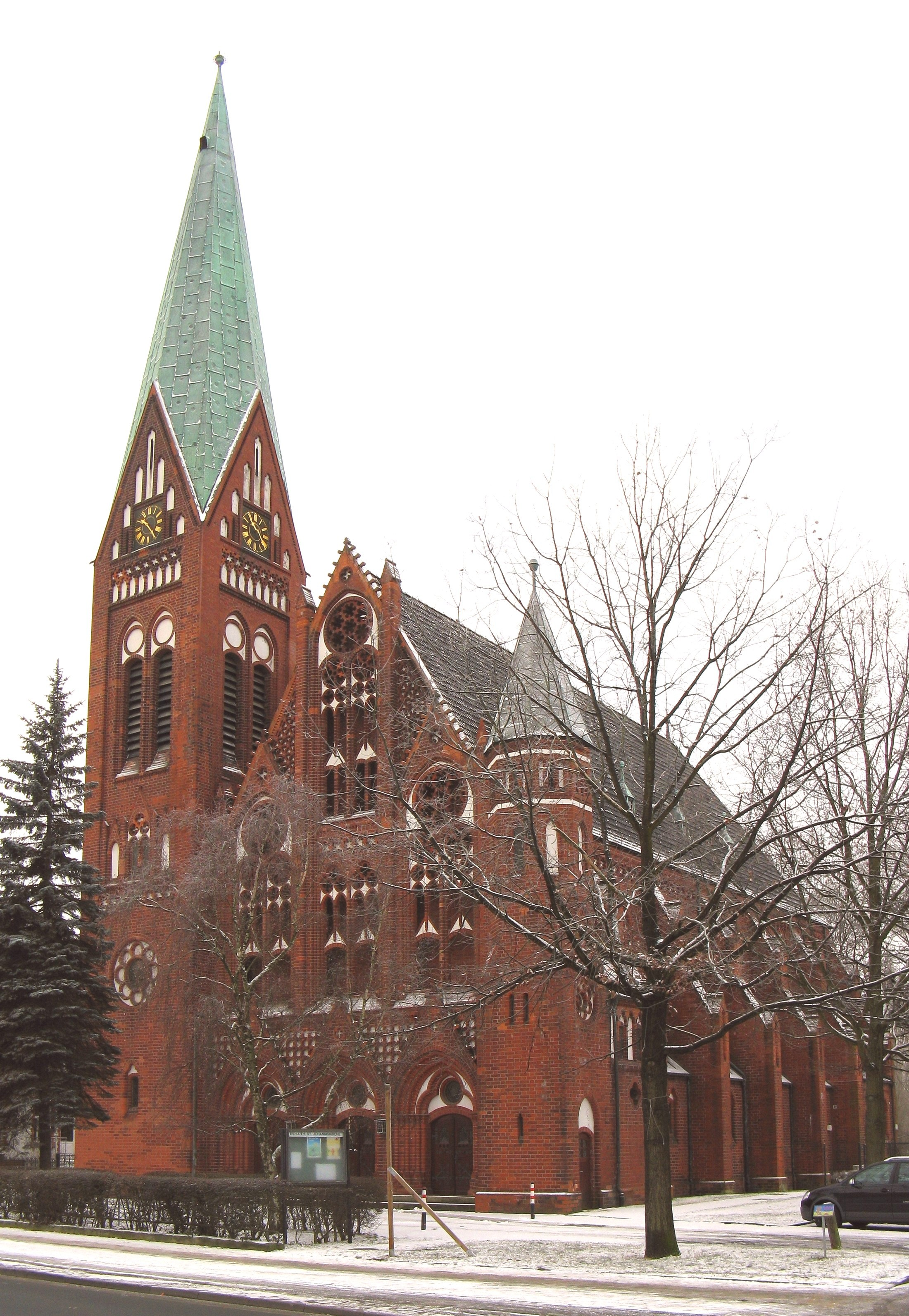
St. Johannis

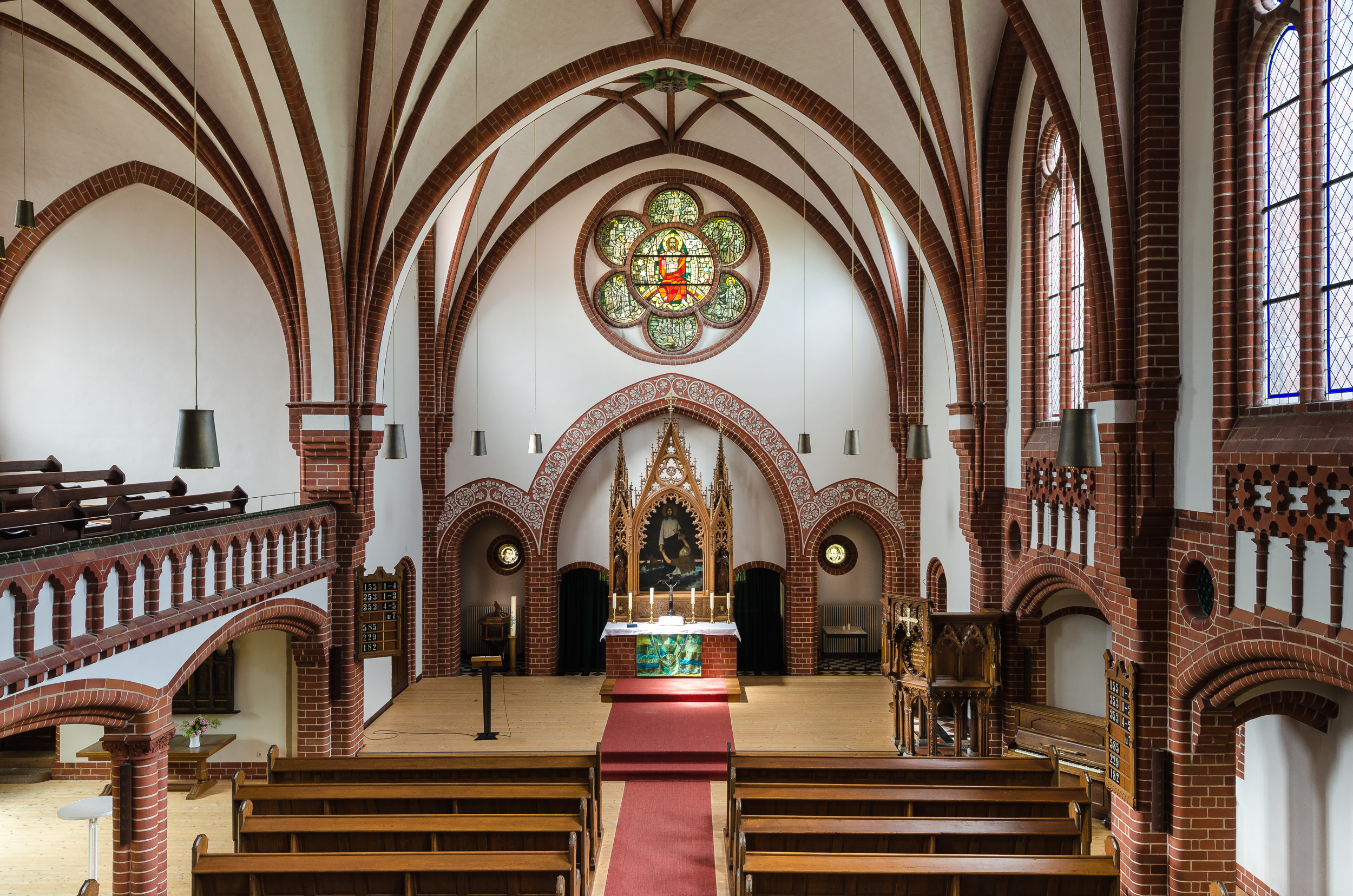
Innenansicht

Die evangelisch-lutherische St.-Johannis-Kirche ist eine Kirche im hannoverschen Stadtteil Misburg-Nord. Sie und die 1963 erbaute Trinitatiskirche sind die Kirchengebäude der Ev.-luth. Kirchengemeinde Misburg.

## Kirchenbau
Die St.-Johannis-Kirche wurde von Karl Mohrmann in den Jahren 1902–1904 gebaut. Seit 1894 war Misburg eigenständige Kirchengemeinde. Die dreischiffige Kirche im Stil der norddeutschen Backsteingotik löste eine Kapelle ab, die ab 1892 als Gotteshaus in Gebrauch war, sie fasst 700 Menschen. 
Die Westfassade hat drei Portale, der Turm der Kirche steht seitlich zum Gebäude. Baumaterial sind rote Backsteine, die sich mit den verputzten Blendbögen abwechseln. Die Gewölbe werden von einem Pfeiler getragen, an dessen Fußende sich der Architekt und sein Assistent mit Figuren dargestellt haben. Altar, Taufstein und Kanzel bestehen aus Eichenholz und sind original erhalten. Im Chor befinden sich runde Fenster, die nach dem Zweiten Weltkrieg von Ferdinand Horrmeyer aus Hannover gestaltet wurden. Sie stellen Szenen aus den Evangelien dar. Ab 1987 wurde die Kirche außen und innen renoviert. 1992 wurde eine Glaswand eingebaut, die das nördliche Kirchenschiff abtrennt. 1994 weihte der damalige Landessuperintendent von Hannover Hartmut Badenhop die Kirche wieder ein. 

## Glocken
Während des Zweiten Weltkriegs wurden auch Glocken der St.-Johannis-Kirche eingezogen und eingeschmolzen, um aus dem Material Kanonen zu gießen. Lediglich eine Bronzeglocke durfte die Kirchengemeinde behalten. 1948 bekam die Kirche zwei neue Glocken, die 1946 aus Eisen gegossen worden waren. Seit 2007 wurde wegen des Verschleißes dieser Stahlglocken jedes Vierteljahr die Sicherheit durch Statiker geprüft. Die Kirchengemeinde betreibt die Beschaffung zweier neuer Bronzeglocken und den Ersatz des bisherigen Stahlglockenstuhls, an dem die Glocken hängen, durch einen hölzernen. Bei Gesamtkosten von 105.000 Euro sollen noch 20.000 Euro gesammelt werden. Am 2. September 2016 wurden zwei neue Glocken in der Glockengießerei Petit & Gebr. Edelbrock in Gescher gegossen.

## Sanierung im 21. Jahrhundert
Nach der Feststellung von Mauerrissen im Jahr 2008 erbrachte eine Untersuchung durch ein Ingenieurbüro, dass Stahlträger im Bereich der Fundamente korrodiert waren und mehr als die Hälfte der Tragfähigkeit verloren hatten, der über dem Kellergewölbe liegende Steinboden nicht tragfähig war und einzubrechen drohte, sowie weitere konstruktionsbedingte Mängel. Erste Einschätzungen hatten als Ursache für die Probleme das Gewicht des an das Kirchengebäude angebauten Turms angenommen. Nach dreijähriger Bauzeit wurde die sanierte Kirche im Advent 2017 mit einem feierlichen Gottesdienst wiedereröffnet.